# 源深体育中心站
源深体育中心站位于中华人民共和国上海市浦东新区张杨路与源深路交叉口，是上海地铁6号线的地铁车站，于2007年12月29日启用。车站以浅绿色作為佈置的主要色彩。英文原名Yuanshen Stadium Station，于2024年9月21日改为现名

## 车站构造

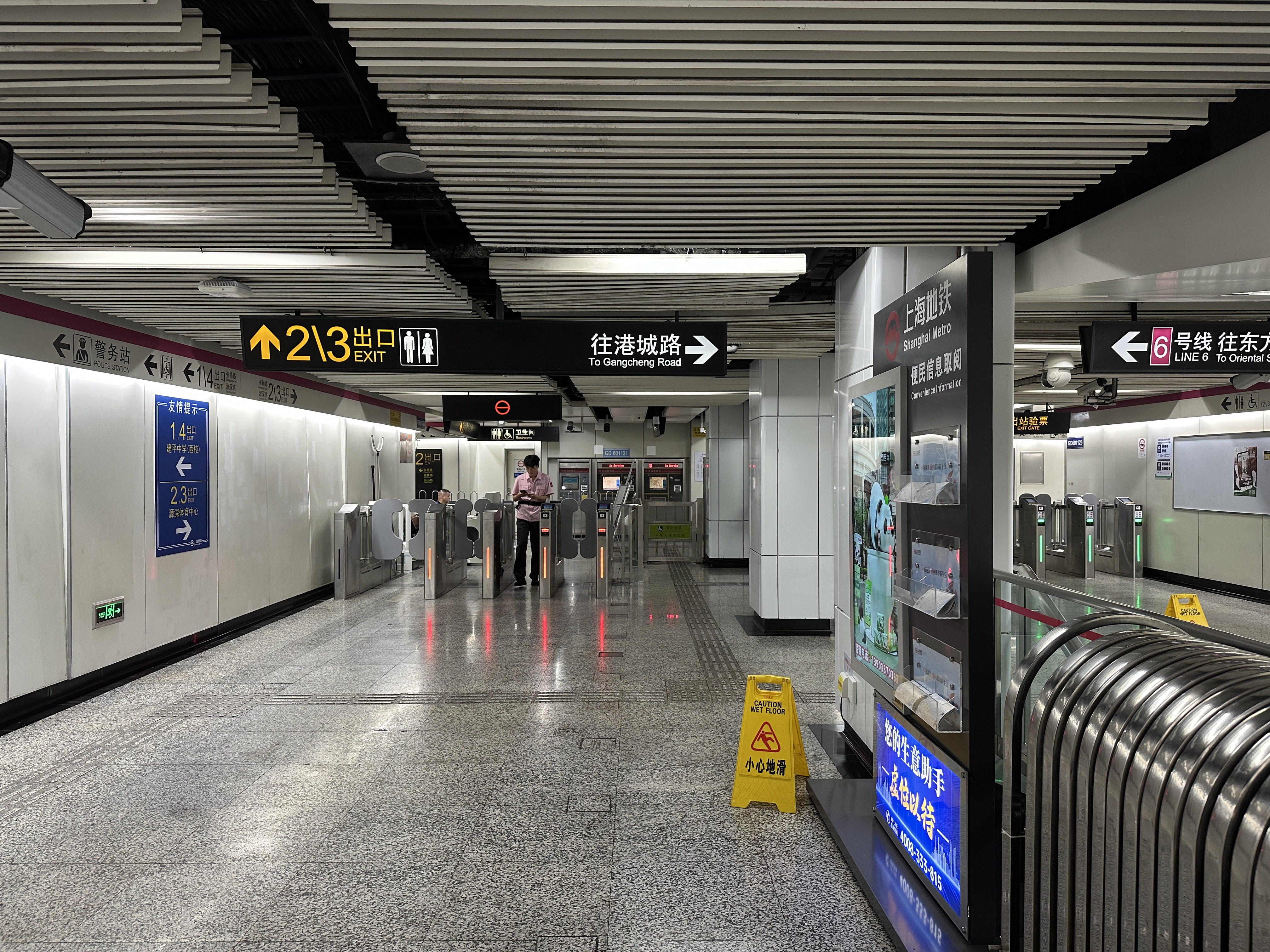
站厅南侧

### 车站楼层
| 地面层   | 出入口             | 1-4出入口                          |                    |                    |
| 地下一层 | 站厅               | 票务服务、自动售票机、人工服务台   |                    |                    |
| 地下二层 | 侧式站台，右侧开门 | 侧式站台，右侧开门                 | 侧式站台，右侧开门 | 侧式站台，右侧开门 |
|          |                    | █ 6号线 往东方体育中心（世纪大道） |                    |                    |
|          |                    | █ 6号线 往港城路（民生路）         |                    |                    |
|          | 侧式站台，右侧开门 |                                    |                    |                    |

## 车站出口
源深体育中心站共有4个出入口，各出入口如下所示：
| 出口编号            | 出口指示                     | 照片 |
| ------------------- | ---------------------------- | ---- |
| 1 · 出口            | 张杨路                       |      |
| 2 · 出口            | 张杨路，源深体育中心         |      |
| 3 · 出口 · （设有） | 张杨路，源深路，源深体育中心 |      |
| 4 · 出口            | 源深路，建平中学(西校)       |      |
| 图例： 设有         |                              |      |

## 公交换乘
130、169、181、339、609、736、775、783、785、790、791、961、975、977

## 周邊
- 源深体育中心